# Callescro
Callèscro (in greco antico: Κάλλαισχρος?; in latino Callaeschrus; fl. VI secolo a.C.) è stato un architetto greco antico vissuto all'epoca dei Pisistratidi.
Partecipò, tra l'altro, ai lavori per la costruzione del tempio di Zeus Olimpio ad Atene assieme ai colleghi Antimachide, Antistate e Porino.
Fu un antenato del filosofo Platone.